# Francesca Romana Coluzzi
Francesca Romana Coluzzi (* 20. Mai 1943 in Tirana, Albanien; † 15. Juli 2009 in Rom) war eine italienische Schauspielerin.

## Leben
Coluzzi wurde in Albanien geboren, wohin ihr Vater zur Bekämpfung der Malaria von einem Institut gesendet worden war. Sie wuchs auch in Perugia und dann in Monticelli auf. Schon früh an den Schönen Künsten interessiert, brach die athletische und kraftvolle Coluzzi ein Universitätsstudium ab, um sich der Filmschauspielerei zu widmen, als sie 1963 von Federico Fellini für Achteinhalb ein Angebot erhielt (das dann nicht zum Vertrag führte). Bereits zuvor hatte sie durch Vermittlung ihres Cousins, Stuntman Biagio Gambini, als Stuntfrau und Double engagiert und kleine Rollen bei Lucio Fulci erhalten. Ihren Durchbruch erzielte sie mit Pietro Germis Serafino, der Schürzenjäger, der ihrer Popularität sehr half. Neben ihren darstellerischen Aufgaben wirkte sie auch als Ausstatterin für etliche Filme. Trotz ihrer dramatischen Fähigkeiten wurde sie jedoch vor allem durch ihre Rollen als kampfbereite Frauen mit Autorität in Sexkomödien der 1970er Jahre bekannt; sie spielte aber auch in experimentelleren Werken. Nach Heirat und Geburt zweier Töchter schraubte sie in den 1980er Jahren die Anzahl ihrer Auftritte zurück und war vor allem in Gastrollen für das Fernsehen zu sehen. 1985 gründete sie das Roma Teatrale Laboratorio, das später zur Associazione Culturale „Minestrone d’Arte“ wurde. Dieser stand sie bis zu ihrem Tode vor.

## Filmografie (Auswahl)
- 1965: I due parà
- 1966: Siebzehn Jahr, blondes Haar (La battaglia dei Mods)
- 1969: Serafino, der Schürzenjäger (Serafino)
- 1970: Schwestern teilen alles (Venga a prendere il caffè… da noi)
- 1971: Themroc
- 1972: Der Geliebte der großen Bärin (L'amante dell'orsa maggiore)
- 1972: Der Mafia Boß – Sie töten wie Schakale (La mala ordina)
- 1972: Tedeum – Jeder Hieb ein Prankenschlag (Tedeum)
- 1973: Die Knallschote der Armee (Il sergente Rompiglioni)
- 1973: Fäuste – Bohnen und… Karate! (Storia di karatè, pugni e fagioli)
- 1975: Die Bumsköpfe (L'insegnante)
- 1975: Der Kleine mit dem dicken Hammer (Il padrone e l'operaio)
- 1976: Zwei linke Brüder auf dem Weg zur Hölle (Storia di arcieri, pugni e occhi neri)
- 1977: Süsse Sechzehn – Sweet Sixteen (La compagna di banco)
- 1979: Flotte Teens und Sex nach Noten (L'insegnante balla… con tutta la classe)
- 1979: Nachtschwester müsste man sein (L'infermiera di notte)
- 1981: Das völlig irre Klassenzimmer (Pierino contro tutti)
- 1981: He, Geister! (Bollenti spiriti)
- 1984: Die letzten Tage von Pompeji (The Last Days of Pompeii) (Fernsehfilm)
- 1985: Red Sonja
- 1991: Schamlos hintergangen – Eine Frau ohne Ausweg (Per quel viaggio in Sicilia)
- 2005: Rom (Roma) (Fernseh-Miniserie)